# 賴鳳
赖凤（1471年—？年），字鳴岐，福建泉州府晉江縣人，民籍。

## 生平
治《詩經》，行二，由國子生中式弘治十一年戊午科（1498年）福建鄉試第二十名舉人，年三十八歲中式正德三年（1508年）戊辰科會試第二百九十七名，第三甲第一百四十五名進士。四年六月授工科試给事中，升兵科右给事中，十二年（1517年）二月升江西按察司佥事，十四年六月宁王朱宸濠起兵反叛，被胁迫從亂，七月王守仁收复南昌，被逮捕治罪，後以胁从宥之，削籍为民。嘉靖元年（1522年）七月法司議罪，被判充军。

## 家族
曾祖赖宁宗。祖父赖端郁。父赖琛。母陈氏。严侍下，兄麟。